# Anita Page
Anita Page, geboren als Anita Pomares, (New York, 4 augustus 1910 - Los Angeles, 6 september 2008) was een Amerikaans actrice. Ze woonde de allereerste Academy Awards in 1929 bij en was een van de sterren uit de tijd van de stomme film. Ze werd al op jonge leeftijd bekend. Volgens MGM kreeg zij de meeste fanmail in die tijd. Haar bijnaam was ook wel "the girl with the most beautiful face in Hollywood".

## Levensloop

### Jeugdjaren
Na de geboorte van haar broer Marino verhuisde de familie naar Astoria, een buurt in het New Yorkse stadsdeel Queens. Hier bracht ze haar jeugd door met haar buren, de familie van Betty Bronson. Page raakte goed bevriend met Eleanor en Arthur, de broer en zus van Betty.
Bronson maakte haar debuut in Peter Pan (1924), waarna haar familie verhuisde naar Hollywood. Echter, ze keerden kort terug naar de oostkust voor het filmen van A Kiss for Cinderella (1925). Ze verbleven in het Plaza Hotel en nodigden de jonge Page uit. Page wilde zelf al als kind af aan actrice worden en dit werd opgemerkt door Bronson. Ze gaf haar advies door haar eigen ervaringen met het doorbreken als actrice met haar te delen en bood haar een figurantenrol aan in een scène van A Kiss for Cinderella. Page accepteerde het aanbod.
Haar eendagsverblijf in de studio leidde tot figurantenrol in Love 'Em and Leave 'Em (1926), waar Louise Brooks de hoofdrol in heeft. Een assistente raadde haar aan om dans- en acteerlessen te nemen, zodat ze "wellicht ooit zou kunnen uitgroeien tot een ster". Page volgde haar advies en nam lessen.

### Samenwerking met een moordenaar
Na danslessen te hebben gehad van Martha Graham en acteerlessen van John Murray Anderson, ontmoette ze John Robert Powers, een acteur die rond die tijd op zoek was naar modellen. Page werd aangenomen als een van zijn modellen, die "The Power Girls" werden genoemd. Op een dag werd ze door hem naar een auditie gestuurd, die vlak bij de Pathé Studio werd gehouden. Ze werd opgemerkt en kreeg een rol in de korte film Beach Nuts (1927).
Op 2 december 1927 verhuisde de maatschappij waarbij Page werkzaam was, van New York naar Californië. Ze besloot mee te verhuizen en reisde samen met Susan Hughes, een andere beginnende actrice die het nooit heeft weten te maken in de filmindustrie. Onderweg ontmoette ze ook passagier Harry Kendall Thaw, de voormalige hoofdverdachte van de moord op Stanford White. Thaw groeide uit tot een bekende man vanwege zijn opmerkelijke privéleven.
Page' moeder wilde niets liever dan de trein verlaten, maar ze wist haar moeder ervan te overtuigen te blijven. Nadat de trein zijn bestemming in Chicago had bereikt, stond de pers al klaar, wachtend op Thaw. Het was Page, die destijds bekendstond als Anita Rivers, die na hem de trein verliet. Het lukte de fotografen een foto van haar naast Thaw te maken en al snel stonden de kranten vol met de foto's. Thaw was destijds werkzaam als manager van beginnende actrices en besloot Page te helpen. Dit bleek echter een hindernis te zijn voor de actrice, aangezien de studio United Artists niets te maken wilde hebben met Thaw vanwege de rechtszaak.
Niet veel later keerde Thaw terug naar New York. Page wist onder haar contract bij Thaw uit te komen en besloot weer contact te zoeken met Betty Bronson.

### Een filmcontract krijgen
Bronson stelde haar voor aan Harvey Pugh, een agent die werkzaam was in de publiciteitsafdeling van Paramount Pictures. Hij zorgde voor een screentest bij de studio voor de actrice. Regisseur Malcolm St. Clair zag de test en overwoog om haar tegenover Lew Cody te casten in Beau Broadway. Om er zeker van te zijn dat ze geschikt zou zijn voor de rol, vroeg hij haar voor nog een screentest. De film zou worden gemaakt bij Metro-Goldwyn-Mayer, waardoor Page naar die studio moest komen voor de test. Ze kwam een dag van tevoren naar MGM om haar garderobe op te halen. Toen haar bij de ingang werd gevraagd wie ze was, gaf ze vanwege haar geschiedenis met Thaw haar echte naam, Anita Pomares op. De bewaker vertelde haar dat regisseur Sam Wood haar verwachtte.
Page werd door Paul Bern geleid naar het kantoor van Wood. Tijdens haar aanwezigheid belde Wood acteur William Haines, aan wie hij vroeg of hij "naar de studio wilde komen voor een screentest met een vrouw". Het was voor Page niet duidelijk of zij dat meisje was en was dan ook doodsbang. Terwijl Page het misverstand uitlegde aan Bern, rondde Wood zijn gesprek met Haines af. Haines was bereid om te komen. In de tussentijd werd Page opgemaakt bij de make-up. Niet veel later zat haar screentest met Haines er al op.
Een paar dagen later werd Page een filmcontract aangeboden bij Metro-Goldwyn-Mayer. Voordat ze het contract signeerde, maakte ze duidelijk meteen aan het werk te willen als actrice op de voorgrond. Page wist dat beginnende actrices bij de studio regelmatig kleine rollen kregen aan het begin van hun carrière en wilde dit bij zichzelf voorkomen. Er werd haar beloofd dat ze óf te zien zou zijn in Beau Broadway of in een film tegenover Haines gecast zou worden. Het is niet zeker of Paramount haar eerder dan MGM een contract aanbood, maar nadat die studio haar niet de belofte gaf haar meteen hoofdrollen te geven, signeerde ze een contract bij Metro-Goldwyn-Mayer.

### Periode in de stomme film
In plaats van in Beau Broadway te spelen, werd Page tegenover Haines gecast in Telling the World (1928). De film werd een enorm succes, waardoor Page onmiddellijk werd opgemerkt.
Ze werd dan ook tegenover actrice Joan Crawford gecast in de film Our Dancing Daughters (1928). Hoewel de films voor beide actrices een grote doorbraak betekende, staat de film in het heden voornamelijk bekend om de rivaliteit achter schermen tussen de twee actrices. Crawford hoopte al voor een lange tijd op een doorbraak en wist dat deze film haar die zou geven. Ze zag Page als grote rivale en vreesde ervoor dat zij al de aandacht zou krijgen.
Page maakte later bekend dat Crawford tegen haar vertelde dat ze vanwege eventuele persoonlijke problemen niet tegenspeler Johnny Mack Brown hard moest slaan in een scène waar haar personage zijn personage slaat. Page stapte op Brown af en vroeg of ze zich moest inhouden. Brown vertelde echter tegen haar dat ze dit absoluut niet moest doen. Voor de actrice was dit een teken dat Crawford haar als rivale zag en er alles aan deed om haar weg te schemeren.
Het was echter door Page' moeder dat de actrice nooit een band wist te scheppen met Crawford. Ze vond dat Crawford niet het type vrouw was waar haar dochter mee om zou moeten gaan. Toen Crawford haar maanden na de release van Our Dancing Daughters uitnodigde om met haar danslessen te nemen voor de film The Hollywood Revue of 1929, weigerde Page dit aanbod.
De film werd een enorm succes en zorgde voor beiden een grote stijging in populariteit. Crawford groeide door de film zelfs uit tot een superster. Om die reden werd dan ook al snel het vervolg Our Modern Maidens geschreven. Tijdens het filmen vermeed Page contact met Crawford en vertelde ze later zich destijds te ergeren aan haar en haar tegenspeler Douglas Fairbanks Jr.. De twee werden namelijk verliefd tijdens het filmen en hadden hun eigen taal bedacht die alleen zij begrepen. Deze pasten ze dan ook toe achter de schermen.
Nadat de toenmalige superster Lon Chaney haar zag in Our Dancing Daughters, vroeg hij aan Metro-Goldwyn-Mayer haar te casten in zijn nieuwe film While the City Sleeps. Page was zich op dat moment aan het voorbereiden voor de film Bellamy Trial (1929) toen ze te horen kreeg dat Chaney haar als tegenspeelster wilde in zijn nieuwe film. Page accepteerde het aanbod van Chaney en vertelde later veel van hem geleerd te hebben over het acteervak en gebruik van make-up.

### Overgang naar de geluidsfilm
Hierna was ze tegenover Ramon Novarro, de romanticus van de studio voordat Clark Gable deze titel overnam, te zien in The Flying Fleet (1929) en werd ze opnieuw tegenover Haines gecast in Speedway (1929), toen de geluidsfilm een revolutie kreeg in de filmindustrie.
Page vreesde voor een ondergang, maar werd gered toen de studio haar castte in de eerste musical (van de studio) met veel publiciteit, The Broadway Melody. Ze volgde verscheidene spraaklessen en werd een van de weinige actrices die een succesvolle transactie van de stomme film naar de geluidsfilm maakte.
The Broadway Melody (of 1929) zou in eerste instantie slechts deels een geluidsfilm zijn. De studio had slechts één locatie waarin geluid kon worden opgenomen. Rond de periode van het opnemen van de film werd ook de geluidsfilm Trial of Mary Dugan (1929) gemaakt, waarin Norma Shearer te zien was. De locatie moest gedeeld worden met de opnames van die film, waardoor er alleen 's avonds en 's nachts gewerkt kon worden aan The Broadway Melody. Irving Thalberg, een belangrijke man van de studio, was zo onder de indruk van de prestaties die werden geleverd ondanks de opnametijden, dat hij er een volledige geluidsfilm van maakte.
Nadat de film werd uitgebracht, werd het een enorm succes. Het werd de eerste geluidsfilm die een Academy Award voor Beste Film won. Page zong ook meerdere liedjes, waarvan enkele grote hits werden. Page' carrière was door het succes van de film verzekerd.

## Filmografie
- A Kiss for Cinderella (1925) - Figurante
- Love 'Em and Leave 'Em (1926) - Figurante
- Beach Nuts (1927)
- Telling the World (1928) - Chrystal Malone
- Our Dancing Daughters (1928) - Ann 'Annikins'
- While the City Sleeps (1928) - Myrtle
- The Flying Fleet (1929) - Anita Hastings
- The Broadway Melody (1929) - Queenie Mahoney
- The Hollywood Revue of 1929 (1929) - Zichzelf
- Our Modern Maidens (1929) - Kentucky Strafford
- Speedway (1929) - Patricia
- Navy Blues (1929) - Alice 'Allie' Brown
- Free and Easy (1930) - Elvira Plunkett
- Caught Short (1930) - Genevieve Jones
- Our Blushing Brides (1930) - Connie Blair
- Little Accident (1930) - Isabel
- War Nurse (1930) - Joy Meadows
- Reducing (1931) - Vivian Truffle
- The Easiest Way (1931) - Peg Murdock Feliki
- Gentleman's Fate (1931) - Ruth
- Sidewalks of New York (1931) - Margie Kelly
- Under 18 (1931) - Sophie
- Are You Listening? (1932) - Sally O'Neil
- Night Court (1932) - Mary Thomas
- Skyscraper Souls (1932) - Jenny LeGrande
- Prosperity (1932) - Helen Praskins Warren
- Jungle Bride (1933) - Doris Evans
- Soldiers of the Storm (1933) - Natalie
- The Big Cage (1933) - Lilian Langley
- I Have Lived (1933) - Jean St. Clair
- Hitch Hike to Heaven (1936) - Claudia Revelle
- The Runaway (1961) - Nun
- Sunset After Dark (1996) - Anita Bronson
- Witchcraft XI: Sisters in Blood (2000) - Sister Seraphina
- The Crawling Brain (2002) - Grandma Anita Kroger
- Bob's Night Out (2004) - Socialite